# NGC 65

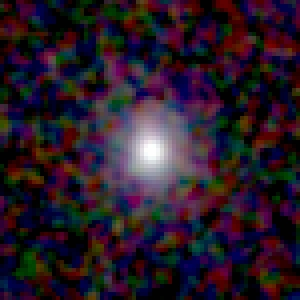
NGC 65 par 2MASS (proche-infrarouge)

NGC 65 est une vaste galaxie lenticulaire située dans la constellation de la Baleine. NGC 65 a été découverte par l'astronome américain Frank Müller en 1886.

## Caractéristiques
Sa vitesse par rapport au fond diffus cosmologique est de 7 297 ± 24 km/s, ce qui correspond à une distance de Hubble de 103,0 ± 7,3 Mpc (∼336 millions d'al).